# Helobdella pichipanan
Helobdella pichipanan — вид п'явок роду Helobdella з підродини Haementeriinae родини Пласкі п'явки. Назва походить від слова на мові мапуче «pee chee pah nahn» — маленькі чоловічі геніталії.

## Опис
Найбільша п'явка свого роду. Загальна довжина становить 39 мм, ширина — 7 мм. Має 1 пару очей на 3 соміті, 2 присоски, за яких задня розташована дещо далі від краю. Основа хобітка — на 13 кільці. наділена товстими слинними протоки в основі хоботка з паренхіматозними слинними клітинами. Спині сосочки спрямовані до задньої частини. Кільця слабко підрозділяються. Нюхальна залоза розташована на 8 кільці. Шлунковий тракт трубчастий. Гонади мікроморфні. Атріум (репродуктивний орган) самців майже не розвинений
Спина поступово переходить від темно-сірого до коричневого кольору. По середині присутня блідо-бежева поздовжня область, по якій проходять 2 чорні смуги та 3 переривчасті смужки. По краях присутні 6 темних переривчастих смуг. Черево світліше з 2 парами чорних ліній, розташований по середині. Передня і задня присоска блідо-бежевого кольору.

## Спосіб життя
Воліє до озер і струмків. Зустрічається переважно у гірській місцині, на висоті до 1300 м над рівнем моря. Живиться водними дрібними безхребетними, переважно личинками й хробаками. Використовує свою передню присоску, щоб схопити здобич. Полює із засідки.

## Розповсюдження
Є ендеміком Чилі. Поширена в південному регіоні Арауканія.